# The paper boy
The Paper Boy (en inglés), o La muerte tiene cara de ángel (en Hispanoamérica) o El diariero siniestro (en español), es una película de terror canadiense de 1994 dirigida por Douglas Jackson y protagonizada por Alexandra Paul, Marc Marut, Brigid Tierney y William Katt.

## Sinopsis
Comienzan a sucederse una serie de asesinatos en un pequeño pueblo. El repartidor de periódicos trata de hacer buenas migas con una familia. Una vez que la familia empieza a sospechar que es un psicópata, lo expulsan de sus vidas. Ahí empieza el terror...

## Elenco[2]
- Alexandra Paul como Melissa Thorpe.
- Marc Marut como Johnny McFarley.
- Brigid Tierney como Cammie Thorpe.
- William Katt como Brian.
- Frances Bay como Sra. Rosemont
- Krista Errickson como Diana.
- Barry Flatman como Sr. McFarley
- Karyn Dwyer como Brenda.
- Jenny Campbell como Tiffany.
- Mathieu Kermoyan como Uri.
- Claire Riley como Jeanne Stalcup.
- Derek Johnsto como el novio de Brenda.
- Bobo Vian como Dora.
- James Rae como Travis.
- Frelin como Peaches.